# Trachylepidia fructicassiella
Trachylepidia fructicassiella är en fjärilsart som beskrevs av Émile Louis Ragonot 1887. Trachylepidia fructicassiella ingår i släktet Trachylepidia och familjen mott. Inga underarter finns listade i Catalogue of Life.